# دييغو كوريدور
دييغو كوريدور (بالإسبانية: Diego Andrés Corredor)‏ هو لاعب كرة قدم كولومبي، ولد في 30 يونيو 1981 في تونخا في كولومبيا. لعب مع Patriotas Boyacá ‏.